# Aided Óenfir Aífe
Aided Óenfir Aífe (lett. L'uccisione dell'unico figlio di Aífe) è uno dei racconti del Ciclo dell'Ulster della mitologia irlandese.
È il seguito del Tochmarc Emire, in cui Cú Chulainn, durante un allenamento oltremare, lascia la principessa guerriera Aífe incinta. In questo racconto il loro figlio Connla, all'età di sette anni, giunge in Irlanda alla ricerca del padre, seguendo le istruzioni per non farsi riconoscere da lui lasciategli.
Quando Connla arriva sulla costa irlandese su una barca di bronzo con remi d'oro, la sua abilità allarma gli Ulaid. Il persuasivo Condere mac Echach non riesce a convincerlo a tornare indietro, e l'eroe Conall Cernach viene sopraffatto. Cú Chulainn, nonostante i sospetti di sua moglie Emer sul fatto che il ragazzo sia suo figlio, lo combatte e lo uccide con Gáe Bulg, una lancia che la guerriera Scáthach ha insegnato solo a lui ad usare. Alla fine, un affranto Cú Chulainn riconosce Connla come suo figlio.
Il testo è datato tra il IX e l'inizio del X secolo, e si trova nel Libro giallo di Lecan, un manoscritto del XV secolo. È l'istanza irlandese di un tipo di racconto internazionale rappresentato dalla Tragedia di Rostam e Sohrab persiana. William Butler Yeats l'ha utilizzato come base per la sua poesia Cúchulain's Fight with the Sea e per la sua opera teatrale On Baile's Strand.